# سائومالکول (استان قزاقستان شمالی)
سائومالکول (به قزاقی: Saumalkol) یک منطقهٔ مسکونی در قزاقستان است که در استان قزاقستان شمالی واقع شده‌است. سائومالکول ۹٬۴۸۰ نفر جمعیت دارد.